# SLC Agrícola
SLC Agrícola (Schneider Logemann & Cia) er en brasiliansk jordbrugsvirksomhed, som blev etableret af SLC Group i 1977. De fokuserer på produktion af bomuld, soja og majs. Virksomheden er kontrolleret af Logemann-familien. De driver 16 landbrug i seks brasilianske delstater med i alt 460.600 hektar land. 260.900 hektar med soja, 98.500 hektar med bomuld, 43.400 hektar med majs og 18.100 hektar med andre afgrøder.
De har hovedkvarter i Porto Alegre, Rio Grande do Sul.